# Contea di Lincoln (Montana)
La contea di Lincoln (in inglese Lincoln County) è una contea del Montana, negli Stati Uniti. Il suo capoluogo amministrativo è Libby.

## Geografia fisica
La contea ha un'area di 9.518 km² di cui lo 1,70% è coperto d'acqua.

### Contee e distretti confinanti
- Distretto regionale di East Kootenay (Columbia Britannica, Canada) - nord
- Contea di Flathead - est
- Contea di Sanders - sud
- Contea di Bonner (Idaho) - sud-ovest
- Contea di Boundary (Idaho) - ovest
- Distretto regionale di Central Kootenay (Columbia Britannica, Canada) - nord-ovest

### Evoluzione demografica

Situazione demografica, relativa al 2000

## Comuni
- Eureka - town
- Libby (capoluogo) - city
- Rexford - town
- Troy - city

## Strade principali
- U.S. Route 93
- Montana Highway 2
- Montana Highway 37

## Musei
- Libby Heritage Museum, su libbymt.com.
- Tobacco Valley Historical Village, su travel.state.mt.us (archiviato dall'url originale il 2 novembre 2002).